# مت لیندبرگ
مت لیندبرگ (به انگلیسی: Mette Lindberg) (زاده ۲ دسامبر ۱۹۸۳) خواننده دانمارکی است.